# Glenpark House

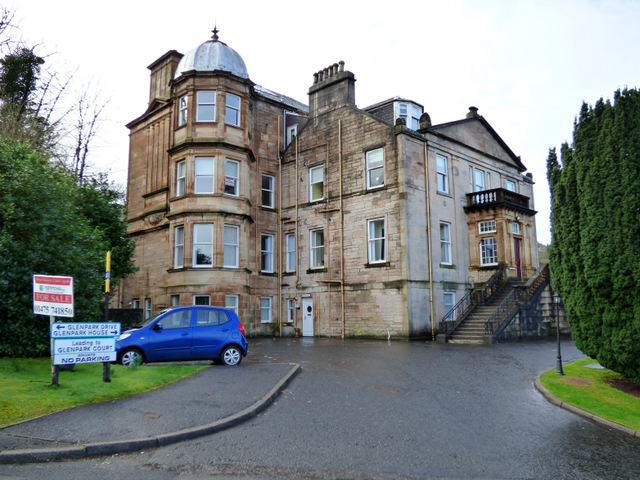
Glenpark House

Glenpark House ist eine Villa in der schottischen Stadt Port Glasgow in der Council Area Inverclyde. 1999 wurde das Bauwerk in die schottischen Denkmallisten in der Kategorie C aufgenommen.

## Beschreibung
Die Villa liegt im Westen Port Glasgows am Glenpark Drive. Der älteste Gebäudeteil stammt wahrscheinlich aus dem frühen 19. Jahrhundert. Auf der Karte der Ordnance Survey aus dem Jahre 1832 ist ein längliches Gebäude an dieser Stelle verzeichnet, welches bis 1897 einen unveränderten Grundriss aufwies. Ab der Karte von 1913 ist der heutige Grundriss zu erkennen, sodass ein Anbau in der Zwischenzeit vorgenommen worden sein muss. Der ältere, klassizistische Gebäudeteil bildet den Nordwestflügel. Er ist zweistöckig mit einem hervortretenden Eingangsbereich in der Gebäudemitte, der mit Blendpfeilern gearbeitet ist und mit einem Dreiecksgiebel abschließt. Die Türe ist über eine Vortreppe zugänglich. Die Fenster sind auf drei vertikalen Achsen angeordnet. Der längliche Anbau aus cremefarbenem Sandstein ist dreistöckig und überragt damit das ursprüngliche Gebäude. Er ist mit Eckturm, einer Auslucht, Zierbändern und ornamentiertem Fenstergesimse versehen. Die Dächer sind mit grauen Schieferschindeln eingedeckt. Im Innenraum ist der Originalzustand noch in weiten Teilen erhalten. Bemerkenswert ist ein Treppenaufgang aus Mahagoniholz.